# Опасный круиз
«Опасный круиз» (англ. Dangerous Crossing) — фильм нуар режиссёра Джозефа М. Ньюмана, вышедший на экраны в 1953 году.
Фильм поставлен по радиопьесе Джона Диксона Карра «Кабина В-13» (1943) и рассказывает о красивой молодой и богатой наследнице Рут Боуман (Джинн Крейн), которая сразу после свадьбы отправляется вместе с мужем (Карл Бетц) на круизном транслатлантическом лайнере, планируя провести медовый месяц в Европе. Вскоре после отплытия муж неожиданно исчезает, при этом никто на корабле не верит в её историю, так как у Рут нет ни документов, ни каких других доказательств того, что она должна плыть вместе с мужем, и вообще, что она замужем. Лишь корабельный доктор (Майкл Ренни) пытается разобраться в ситуации и помочь Рут, в итоге помогая ей разоблачить коварных преступников.
Как пишет историк кино Роб Никсон, «фильм поставлен по оригинальному сюжету приблизительно того же плана и по той же формуле с исчезновением, что и фильм „Леди исчезает“ (1938) Альфреда Хичкока, „Банни Лейк пропала“ (1965) Отто Премингера и недавний фильм „Иллюзия полёта“ (2005)». В фильме использован сюжетный приём, получивший в честь фильма «Газовый свет» (1944) название газлайтинг, когда героиню с помощью психологического давления пытаются довести до сумасшествия или самоубийства.

## Сюжет
В порту Нью-Йорка счастливые молодожёны, привлекательная Рут Боуман (Джинн Крейн) и Джон Боуман (Карл Бетц), поднимаются на борт океанского лайнера, который отправляется в Европу, где пара решила провести медовый месяц. Во время подъёма по трапу Джон немного отстаёт, и приветствующий пассажиров помощник капитана Джим Логан (Макс Шоуолтер) не замечает, что он идёт вместе с Рут. На борту корабля Джон переносит Рут через порог каюты номер В-16, где в тот момент стюардесса Анна Куинн (Мэри Андерсон) устанавливает шикарный букет цветов. Затем Джон уходит, чтобы оставить деньги у корабельного казначея (Гейн Уитман), договариваясь с Рут о встрече в баре через 15 минут. После того, как Джон не появляется в баре в оговоренное время, Рут начинает волноваться. Тем временем корабельный доктор Пол Мэннинг (Майкл Ренни) докладывает капитану Питерсу (Уиллис Бучи), что оставил третьего офицера Джека Барлоу в его каюте, так как тот жалуется на боли в животе. Растерянная Рут направляется в казначею, который говорит ей, что Джон к нему не заходил. Более того, изучив списки пассажиров, казначей утверждает, что имя Джона Боумана в них отсутствует. Более того, каюта В-16 вообще никем не занята, а для Рут забронирована каюта В-18 под её девичьей фамилией Стэнтон. Действительно, в каюте В-16 уже нет ни шикарного букета, ни их багажа, а вещи Рут каким-то образом оказываются в каюте В-18, вещей же её мужа нет вообще. Озабоченный состоянием Рут, казначей посылает за доктором Мэннингом, который пытается успокоить Рут и одновременно разобраться в ситуации. Они вызывают офицера Логана, который прекрасно помнит Рут, однако не может подтвердить, что она поднималась на борт вместе с кем-либо ещё. А вызванная стюардесса Анна прямо отрицает, что видела Рут с кем-либо в каюте В-16. После этого Пол отводит Рут к капитану Питерсу, который сомневается в утверждении Рут об исчезновении мужа, у которого якобы остались их билеты, паспорта и свидетельство о браке, замечая, что у Рут на пальце даже нет обручального кольца. Тем не менее, он поручает начинать розыски Джона по всему кораблю. Чувствуя, что Питерс не верит ей, Рут убегает, после чего капитан поручает Полу внимательно следить за ней. Позднее тем же вечером Джон звонит Рут по внутреннему телефону, сообщая ей, что он скрывается, поскольку они находятся в ужасной опасности, и обещает позвонить следующим вечером, после чего кладёт трубку. Вскоре появляется Пол, который сообщает, что поиски на корабле ничего не дали. Однако Рут настаивает на том, что Джон где-то на борту, и рассказывает о его звонке, после чего Пол предполагает, что, возможно, ей этот звонок просто приснился. Под влиянием слов мужа Рут перестаёт кому-либо доверять, и скрывается от опеки Пола, чтобы самостоятельно разыскать Джона на корабле. Однако когда Пол вскоре находит её, Рут скрывает свою тревогу, чтобы доктор не посчитал её сумасшедшей. В баре Рут рассказывает Полу, что после смерти матери она была очень близка со своим отцом, который умер четыре месяца назад, и после этого она пережила нервный срыв. Они некоторое время продолжают спокойно разговаривать, пока Рут вдруг не восклицает, что она и Джон находятся в опасности. Пол успокаивает её, убеждая попытаться жить нормальной жизнью. Однако на следующее утро Рут вновь овладевают параноидальные настроения, и доктор вновь вынужден заниматься с ней весь день. Вечером Джон не звонит, после чего Рут самостоятельно обследует багажное отделение, полагая, что он может прятаться там. Однако, увидев, что в багажное отделение заходит таинственный хромой немец с тростью в сопровождении стюарта, Рут убегает. Узнав об этом случае, Пол на следующий день мягко корит её, добавляя, что она должна ему доверять. Рут размышляет о том, что хотя она и Джон намеревались узнать друг друга во время круиза, вместо этого она всё лучше узнаёт Пола, который в свою очередь испытывает к ней всё большую симпатию, хотя и пытается скрыть это. Вечером в каюту к Рут заходит Анна, которая просит прощения за то, что, сказав правду начальству, не смогла ей ничем помочь. После того, как Рут уходит на ужин, Анна звонит из её номера, говоря кому-то на другом конце провода, что всё идёт согласно плану. Когда в ресторане Пол и Рут готовятся к ужину, доктора вызывают к капитану, где он узнаёт о том, что близкие Рут ничего не знают о её браке, и что у неё действительно был нервный срыв после смерти отца. Опасаясь, что неадекватное поведение Рут может повредить другим пассажирам, Питерс поручает Полу запереть Рут в её каюте. Однако доктор всё ещё сомневается в безумии Рут, и отказывается выполнить указание капитана. После ужина Пол рассказывает Рут о поступившей от капитана информации, что о её браке не удалось найти никаких свидетельств, на что Рут отвечает, что по просьбе Джона они оформили отношения быстро и тихо в одной из сельских церквей перед самым отправлением в круиз. На вопрос Пола, кто мог бы извлечь выгоду из её смерти, Рут рассказывает, что её отец был успешным предпринимателем-сталелитейщиком в Филадельфии. Когда-то партнёром отца в этом бизнесе был его сводный брат, который затем растратил все свои деньги, продал свою долю отцу и в конце концов спился и обнищал. Отец завещал весь свой бизнес Рут, не оставив брату ничего, и тот поклялся вернуть себе причитающуюся ему часть наследства. Понимая, что Рут действительно может быть в серьёзной опасности, Пол обещает защитить её. Рут возвращается в свою каюту, куда ей снова звонит Джон, приглашая подняться на палубу. Во время их встречи появляется Пол, после чего Джон тут же скрывается незамеченным им в густом тумане. Рут убегает от Пола, и, ворвавшись в танцевальный зал, своим беспокойным поведением пугает остальных пассажиров. Члены команды ловят Рут, и Питерс приказывает дать ей успокаивающие средства и запереть в каюте. Пол неохотно выполняет указание капитана, после чего заходит проведать заболевшего третьего помощника Барлоу. Пол не знает, что Барлоу — это и есть тот самый Джон Боуман, которого разыскивает Рут. Барлоу намеренно сменил имя, чтобы жениться на Рут, а на корабле симулировал болезнь, чтобы она не смогла его найти. Барлоу говорит врачу, что ему уже лучше, хотя после того, как Пол между делом сообщает ему, что Рут заперли в каюте, заметно тревожится. Пол уходит, после чего Барлоу сразу же вызывает Анну, которая оказывается его сообщницей, поручая ей спровоцировать «побег» Рут из её каюты. Анна заходит к Рут, намеренно оставляя дверь открытой, чтобы Рут смогла убежать. При встрече на палубе Барлоу заявляет Рут, что на корабле все уже уверены в том, что она сошла с ума, так что, когда она исчезнет, ни у кого не возникнет сомнений в том, что она покончила жизнь самоубийством. В тот момент, когда Барлоу пытается вытолкнуть Рут за борт, но палубе появляется Пол, и между мужчинами начинается драка, в результате которой Барлоу падает за борт и погибает. Вскоре после этого задерживают Анну, которая сознаётся в том, что вместе с Барлоу они планировали убить Рут, чтобы завладеть её состоянием. При обыске в каюте Барлоу находят документы Рут, после чего капитан Питерс просит его извинить за то, что не он верил ей, и Рут его прощает. Пол желает Рут многих счастливых дней, после чего выходит из её каюты.

## В ролях
- Джинн Крейн — Рут Стэнтон Боуман
- Майкл Ренни — доктор Пол Мэннинг
- Макс Шоуолтер — Джим Логан (как Кейси Адамс)
- Карл Бетц — Джон Боуман
- Мэри Андерсон — Анна Куинн
- Марджори Хошелл — Кэй Прентисс
- Уиллис Бучи — капитан Питерс
- Ивонн Питти — мисс Бриджес

В титрах не указаны
- Стэнли Эндрюс — пилот корабля
- Мэдж Блейк — пассажирка корабля

## Создатели фильма и исполнители главных ролей
Режиссёр Джозеф М. Ньюман поставил более 20 картин, наиболее памятными среди которых были фильмы нуар «Брошенная» (1949) и «711 Оушен драйв» (1950), а также научно-фантастическая лента «Этот остров Земля» (1955). Историк кино Роб Никсон написал, что «это был предпоследний фильм актрисы Джинн Крейн по её контракту со студией 20th Century Fox, на которой она начала свою карьеру десять лет назад», сыграв за это время в таких памятных картинах, как фильм нуар «Бог ей судья» (1945), комедия «Марджи» (1946), мелодрамы «Пинки» (1949) и «Письмо трём жёнам» (1949), романтическая комедия «Люди будут судачить» (1951), а также фильм нуар «Викки» (1953). По словам Никсона, «Крейн в общем нравилось работать на Fox, но она стремилась к новым горизонтам и ролям другого типа». Как она говорила впоследствии, «когда-то наступает время, когда актриса чувствует, что пребывает слишком долго на одном месте. Люди привыкают к тебе, и они уже не могут представить тебя в каком-либо ином свете». Актёр Майкл Ренни более всего известен по фантастическому фильму «День, когда земля остановилась» (1951), фэнтези-мелодраме «Дом на площади» (1951), шпионскому триллеру «Пять пальцев» (1952) и нуаровой мелодраме «Телефонный звонок от незнакомца» (1952).

## История, положенная в основу фильма, и её интерпретации
Как указывает Никсон, данная картина была вдохновлена «городской легендой, о событиях, якобы имевших место в период Всемирной выставки 1889 года в Париже». Согласно этой легенде, англичанка, путешествовавшая вместе со своей взрослой дочерью, потеряла сознание в своём гостиничном номере. Врач отеля отправил дочь за лекарствами, но когда та вернулась, её мать исчезла. При этом как врач, так и все сотрудники гостиницы в один голос заявили, что никогда не видели её мать, настаивая на том, что дочь приехала одна. Более того, в указанном ей номере зарегистрирован совсем другой человек, при этом сам номер выглядел совершенно по-другому. Далее критик пишет, что «согласно самым распространённым версиям истории, молодая женщина так больше никогда и не увидела свою мать, и не смогла найти никого, кто бы поверил ей, закончив свои дни в психиатрической больнице. По другой версии, целеустремлённая дочь всё-таки раскрыла правду — что её мать заразилась в гостинице чумой, а администрация гостиницы попыталась скрыть этот факт, чтобы избежать паники во время массового наплыва людей на Всемирную выставку. И потому сотрудники гостиницы спрятали тело женщины и уничтожили все следы её пребывания». Что же касается истории Карра, то, по словам Никсона, помимо настоящего фильма она «имела ещё несколько воплощений. В 1943 году она была опубликована в детективном журнале Ellery Queen’s Mystery Magazine и в том же году дебютировала на радио, а позднее была поставлена на BBC как эпизод радиосериала „Свидание со страхом“. В 1958 году история пробила себе дорогу и на телевидение в качестве эпизода сериала „Кульминация!“ с Ким Хантер в главной роли, а затем и в качестве телефильма „Предательский круиз“ (1992), действие которого происходит в 1947 году». Как отмечает Никсон, «совершенно необъяснимым образом в каждой из этих вариаций истории менялись не только номера кают, но и имена героев».
Гленн Эриксон обращает внимание на то, что самой успешной картиной, которая использовала сюжетный ход с неожиданным исчезновением человека, стал фильм Альфреда Хичкока «Леди исчезает» (1938), который был поставлен по роману «Колесо крутится» (1936) Этель Лины Уайт. Как полагает критик, «Хичкок однако отдавал себе отчёт в том, что шутка с „невозможным исчезновением“ не вытащит на себе целый фильм, и по его указанию сценарист фильма Лондер Джиллиат насытил историю массой остроумных и умных сюрпризов, и в этом плане „Опасный круиз“ бледно смотрится по сравнению с хичкоковским фильмом». Ещё более близким совпадением с «Опасным круизом», по словам Эриксона, был «великолепный английский триллер „Так долго на ярмарке“ (1950)», который поставлен по одноимённому роману 1947 года Энтони Торна. История этого фильма разворачивается во время Всемирной парижской выставки 1889 года, где героиня Джин Симмонс разыскивает своего неожиданно исчезнувшего брата. Эриксон отмечает, что английский фильм «проработан значительно более тщательно и содержит несколько по-настоящему пугающих сцен».

## История создания фильма
Как пишет Никсон, «популярный детективный писатель Джон Диксон Карр был очень плодовитым автором, однако по его произведениям поставлено не так много фильмов». Данный фильм поставлен по его радиодраме 1943 года «Каюта В-13», которая легла в основу одного из эпизодов детективного сериала «Саспенс», а затем повторена на радио с другим актёрским составом семь месяцев спустя. Никсон отмечает, что как «историю, так и самого Карра ценили настолько высоко, что автору даже предложили сделать собственную программу под названием „Каюта В-13“, детективную антологию, в которой корабельный врач рассказывал бы различные странные истории, которые происходили на борту океанского лайнера».
Рабочими названиями фильма были «Корабельная история» и «Каюта В-13». Фильм снимался на сравнительно небольшом бюджете (менее полумиллиона долларов) и всего за 19 дней, используя большие корабельные декорации, оставшиеся от двух более шикарных картин 20th-Century Fox — «Джентльмены предпочитают блондинок» (1953) и «Титаник» (1953). По случайному совпадению, Крейн позднее сыграла главную роль в своеобразном сиквеле «Блондинок» под названием «Джентльмены предпочитают брюнеток» (1955), а Ренни был закадровым рассказчиком в финале фильма «Титаник» (1953).
На протяжении фильма Джин Крейн постоянно даёт закадровый комментарий происходящих событий от лица своей героини Рут Стэнтон Боуман.

## Оценка фильм критикой

### Общая оценка фильма
После выхода фильма на экраны кинообозреватель «Нью-Йорк Таймс» А. Х. Вейлер дал ему сдержанную оценку, написав, что «фильм увлекателен только в части своего пути, затем превращаясь в банальное путешествие». Вейлер пишет, что хотя «в первой половине картины и удаётся поддержать мрачный настрой и саспенс», однако в итоге всё заканчивается «лишь умеренно увлекательным приключением». По мнению обозревателя, авторы фильма в попытках его усложнить «использует массу ложных ходов», однако в результате, «если не считать кульминационной погони, актёры просто пытаются справиться с избыточным текстом, только усугубляющим невероятность сценария».
Современные киноведы оценивают фильм скорее позитивно. Так, Хэл Эриксон назвал его «остросюжетной мелодрамой по роману Джона Диксона Карра», в которой, по словам Спенсера Селби, «муж женщины исчезает во время круиза в медовый месяц, и свидетельства указывают на то, что он никогда не существовал». Майкл Кини отметил, что это «хорошо сыгранный фильм нуар в уникальной обстановке — на борту круизного лайнера», Джонсон отметил, что это «почти что не фильм нуар, а скорее толково сделанный триллер», а Деннис Шварц назвал картину «хорошей старомодной детективной историей». При этом он указал, что «сама история при внимательном рассмотрении имеет много неправдоподобных моментов, однако её сила заключена в напряжённости, которая возникает внутри героини Крейн, и как она с этой напряжённостью справляется. Фильм лаконично поставлен и великолепно сыгран».
Более критично картину оценил Гленн Эриксон, в шутку назвавший её «Корабль газового света» из-за психологического давления на героиню в попытке довести её до самоубийства подобно тому, как это было в знаменитом фильме Майкла Кёртиса «Газовый свет» (1944). Эриксон считает, что «это слабый триллер с сюжетом, уже заезженным до дыр в бесконечных шоу и фильмах: кто-либо утверждает, что родственник или друг исчез, но никаких свидетельств существования пропавшего человека не удаётся найти». Далее киновед пишет, что сделанный по мотивам радиопрограммы, «Опасный круиз» — это «именно то, что он и есть — радиошоу, увеличенное до масштабов экрана. Несмотря на несколько атмосферных сцен с преследованием на туманных корабельных палубах, всё остальное доводится до публики с помощью тщательных словесных пояснений», и «на экране почти не происходит ничего такого, за чем не мог бы проследить даже слепой». Эриксон отмечает, что хотя «фильм содержит ночные сцены и показывает героиню в отчаянии, тем не менее, он никогда не достигает минимальных требований к фильму нуар». По мнению Эриксона, «этот фильм является одной из самых тусклых картин студии, быстро слепленных, чтобы использовать ещё раз дорогие корабельные декорации, построенные для студийных хитов „Титаник“ и „Джентльмены предпочитают блондинок“».

### Оценка работы режиссёра и творческой группы
Вейлер пишет, что «режиссёр Джозеф М. Ньюман вместе с технической группой генерирует нарастающее напряжение по мере того, как счастливая героиня превращается в охваченную ужасом невесту, а каждое новое событие, кажется, всё больше указывает на её безумие». При этом критик отмечает, что «в то время, как звуковые эффекты, музыка и декорации на борту вызывают восхищение в этой мелодраме, актёрская игра не вносит напряжённости в происходящее». Джонсон указывает, что «Ньюману отлично удаётся передать клаустрофобический характер ситуации в фильме, всё действие которого происходит на борту корабля», а также дать в полной мере проявить актёрские достоинства «блестящей Крейн, которая была одной из крупнейших звёзд Fox того времени». С другой стороны, по мнению Эриксона, «совершенно ясно, что Ньюман получил указание провести съёмки в рекордные сроки», в результате «сняв картину с минимальной вовлечённостью и страстью». В частности, Эриксон считает, что «более сильный режиссёр настоял бы, чтобы были удалены раздражающие пассажи с „внутренним голосом“, оставшиеся от радиошоу, а также нашёл бы способ донести хотя бы часть объяснений с помощью визуальных образов вместо слов».

### Оценка актёрской игры
Вейлер считает, что «Джинн Крейн красива, но не вполне убедительна в своей роли наследницы, которую загоняют в угол со всех сторон. Она страдает от своего, казалось бы, несостоятельного положения, но скорее растеряна, чем конструктивна в попытках решить свои проблемы». С другой стороны, «Майкл Ренни играет красивого врача, который заботлив в отношении своей красивой пациентки, но не вполне уверен, стоит ли давать ей успокаивающие лекарства или применить психиатрические методы лечения». Что касается остальных актёров, то «Карл Бетц появляется очень кратко в качестве главного злодея, как и Мэри Андерсон в роли стюардессы и его подручной, а Марджори Хочелл, Карл Людвиг Линдт и Кэйси Адамс помогают наполнить сюжет, создавая образы дополнительных подозреваемых». Майкл Кини пишет, что «подавленная и эмоционально неуравновешенная в связи с недавней смертью отца», героиня Крейн «постепенно погружается в паранойю и отчаяние», а Ренни «играет корабельного врача, который пытается ей помочь, и, конечно, влюбляется в неё». По мнению Эриксона, «Джинн Крейн более чем приемлема в роли стандартной встревоженной героини, однако сценарий ей совершенно ничем не помогает» и, кроме того, «не позволяет ей выразить ни единственной мысли без дополнительного закадрового пояснения». Далее Эриксон отмечает, что «фильм сажает очаровательную Крейн на мель, окружая её беззвёздным актёрским составом и давая ей в постоянную компанию лишь неэмоционального Майкла Ренни, который даёт ту же искреннюю, но неувлекательную игру, как и в большинстве своих фильмов». В итоге, Крейн «вынуждена тащить на себе весь фильм в одиночку, и то, что это срабатывает, свидетельствует о её таланте».